# Polisorbato

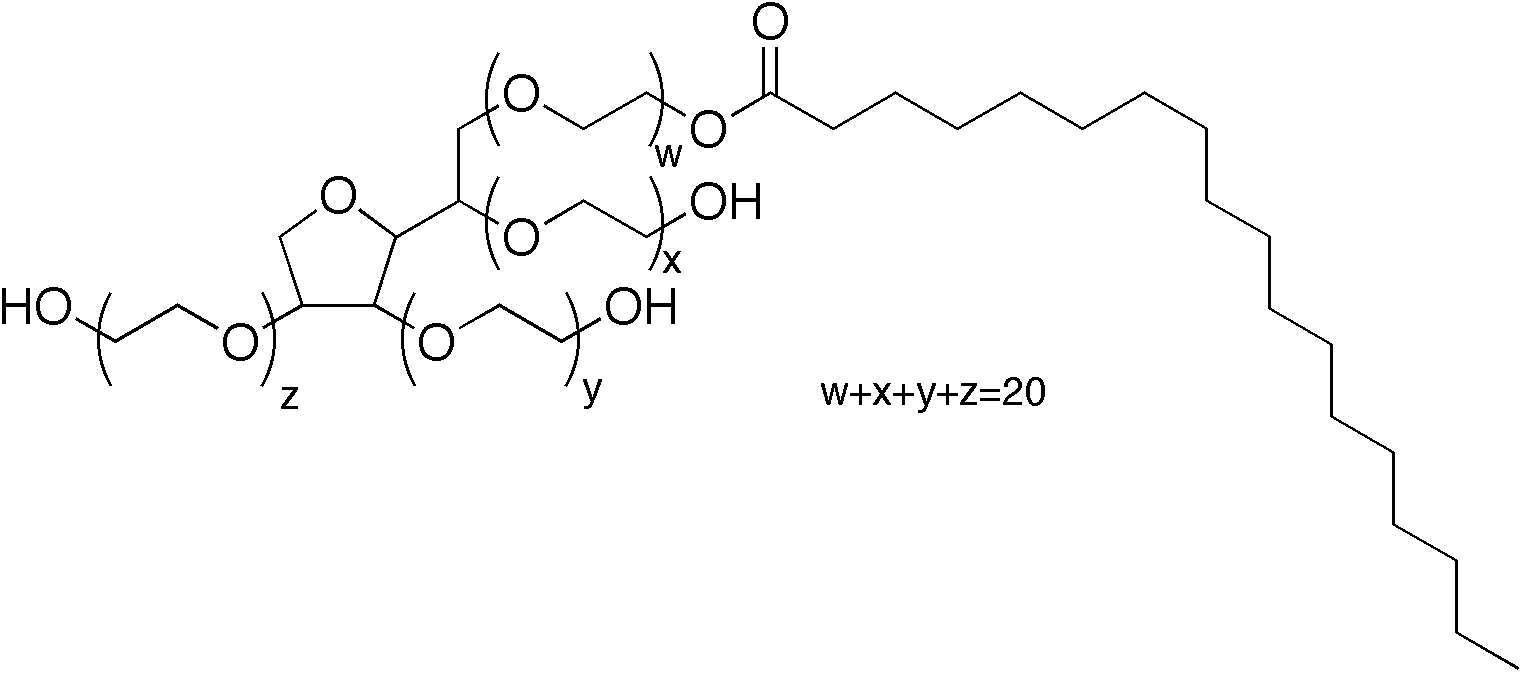
Polisorbato 60, composto utilizzato come additivo alimentare.

I polisorbati sono una classe di emulsionanti ad uso farmacologico, cosmetico ed alimentare impiegati per solubilizzare sostanze lipofile in basi idrofile. Sono dei copolimeri ottenuti dall'unione del sorbitolo con l'ossido di etilene esterificato con acidi grassi. I polisorbati si ottengono dagli esteri del sorbitano per eterificazione dei gruppi ossidrilici liberi con ossido di etilene. Si opera in condizioni moderate di temperatura e di pressione in presenza di catalizzatori alcalini. Per ogni mole di estere sono fissate circa 20 moli di ossido di etilene. Con l'introduzione dei gruppi ossietilenici le proprietà idrofile vengono aumentate sicché i polisorbati sono degli emulsionanti O/A. Tra i polisorbati più comuni vi sono il polisorbato 20, il polisorbato 40, il polisorbato 60 e il polisorbato 80.